# Umari
Umari là một đô thị thuộc bang Ceará, Brasil. Đô thị này có diện tích 263,917 km², dân số năm 2007 là 7576 người, mật độ 28,71 người/km².